# Estado de Alepo
```
   |-
       |
Erro:
:  
valor não especificado para "
nome_comum
"

   |-
       | 
Erro:
:  
valor não especificado para "
continente
"
```

O Estado de Alepo (1920-1924; Francês: État d'Alep; Árabe: دولة حلب Dawlat Halab) foi um dos seis estados estabelecidos pelo General francês Henri Gouraud no Mandato Francês da Síria que seguiu a conferência de San Remo e a derrota da monarquia de curta duração do Rei Faisal na Síria.
Os outros estados eram o Estado de Damasco (1920), o Estado Alauíta (1920) e o Estado Jabal al-Druze (1921). O Estado do Grande Líbano (1920) tornou-se mais tarde o país moderno do Líbano. A capital do Estado de Alepo era Alepo.

## Estabelecimento

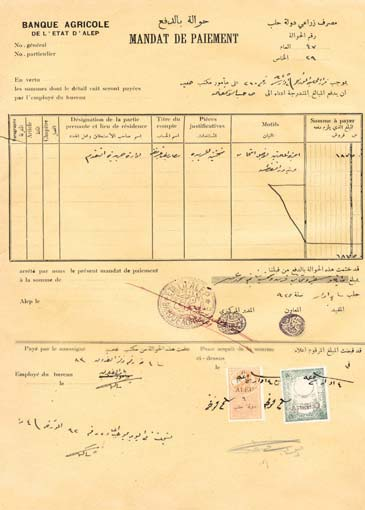
Documento oficial com o nome e os selos do Estado de Alepo

O Estado de Aleppo foi declarado pelo General Francês Henri Gouraud em 1 de setembro de 1920, como parte de um esquema francês para tornar a Síria mais fácil de controlar, dividindo-o em vários estados menores. A França tornou-se mais hostil à ideia de uma Síria unida depois da Batalha de Maysalun. O Estado de Aleppo incluía o Sanjaco de Alexandreta e era governado por Kamil Pasha al-Qudsi.
Ao separar Alepo de Damasco, Gouraud queria capitalizar num estado tradicional de competição entre as duas cidades e transformá-lo em divisão política. As pessoas em Alepo estavam descontentes com o fato de Damasco ter sido escolhida como capital para a nova nação da Síria. Gouraud sentiu esse sentimento e tentou manipulá-lo, tornando Alepo a capital de um estado grande e mais rico com o qual teria sido difícil para Damasco competir. O Estado de Alepo, conforme desenhado pela França, continha a maior parte da área fértil da Síria - ou seja, continha a fértil região de Aleppo, além de toda a bacia fértil do rio Eufrates. O estado também tinha acesso ao mar através do autónomo Sanjaco de Alexandreta. Por outro lado, Damasco, que é basicamente um oásis nas margens do deserto da Síria, não possuía terras férteis suficientes nem acesso ao mar. Basicamente, Gouraud queria atrair Alepo dando-lhe o controle sobre a maior parte da riqueza agrícola e mineral da Síria, para que nunca mais quisesse se unir novamente a Damasco.

## População
Havia uma maioria muçulmana sunita no Estado de Aleppo. Essa população era em sua maioria Árabe, mas também incluía Curdos, especialmente nas regiões orientais, e outras etnias diversas realojadas durante o período otomano, mais notavelmente Circassianos, Albaneses, Bósnios, Búlgaros, Turcos, Cabardinos, Chechenos e outros. Populações Xiitas Muçulmanas significativas também viviam em Alepo, em cidades como Nubl, Al-Fu'ah, Al-Zahraa', Kafriya e Maarrat Misrin.
Alepo foi também o lar de uma das comunidades cristãs mais ricas e diversificadas do oriente. Cristãos pertencentes a uma dúzia de diferentes congregações (com predominância da Igreja Ortodoxa Armênia e Siría e outras denominações ortodoxas) representavam cerca de um terço da população da cidade de Alepo, tornando-a a cidade com a maior comunidade cristã no Médio Oriente fora do Líbano. Muitos cristãos também habitavam os distritos orientais do estado e eram principalmente cristãos sírios e assírios.
Em 1923, a população total do estado era de cerca de 604.000 (excluindo a população nómada das regiões orientais). A cidade de Alepo também tinha uma grande comunidade Judaica.
| Distribuição Geral da População no Estado de Alepo de acordo com o recenseamento Francês em 1921-22 |            |             |
| Religião                                                                                            | Habitantes | Percentagem |
| Sunitas                                                                                             | 502,000    | 83.1%       |
| Cristãos                                                                                            | 52,000     | 8.6%        |
| Alauitas                                                                                            | 30,000     | 5%          |
| Judeus                                                                                              | 7,000      | 1.2%        |
| Estrangeiros                                                                                        | 3,000      | 0.5%        |
| Total                                                                                               | 604,000    | 100%        |

## Governadores

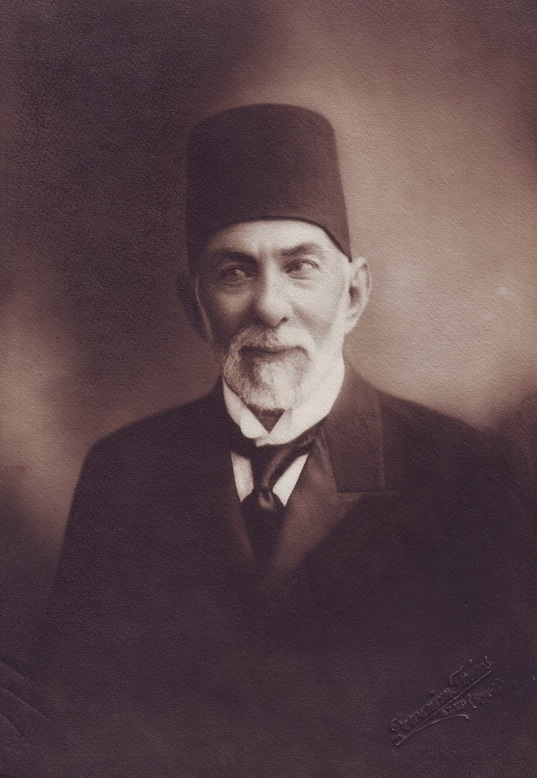
Mar'i Pasha Al Mallah, Governador Geral do Estado de Alepo, 1924

- 1920–1922  General Kamil Pasha al-Qudsi (1845–1926)
- 1923 Mustafa Bey Barmada (1883–1953)
- 1924–1925  Mar'i Pasha Al Mallah (1856–1930)

## Delegados Franceses
- 1920–1922  General de Lamothe
- 1922–1924  General Billotte  (1875–1940)
- 1925         Monsieur Jacques Reclus

## O Conselho de Diretores
Apesar dos desejos do governo francês, a resistência islamista-árabe foi suficiente para forçar os franceses a trabalhar com eles no governo da área. Assim, o Conselho de Diretores foi criado em 1920 para complementar o governador geral. Os quatro membros do Conselho foram: Mar'i Pasha Al Mallah (Interior), Subhi Bey Al Nayyal (Justiça), Nasri Effendi Bakhash (Comércio e Agricultura) e Victor Effendi 'Ajouri (Finanças). Na renúncia de Al Mallah em 1921, ele foi sucedido por Al Nayyal como Diretor do Interior e Zaki Bey Al Gorani foi escolhido para suceder Al Nayyal como Diretor de Justiça. Em 1923, um governo Francês de esquerda chegou ao poder e mudou a direção política, permitindo a construção de uma Síria pan-árabe. Assim, o Conselho de Diretores de Alepo foi abolido após o estabelecimento da Federação Síria.

## O Conselho Representativo
A legislatura era o Conselho Representativo, e a maioria de seus membros eram pró-franceses. Alguns dos proeminentes deputados foram Subhi Barakat, que mais tarde serviu como presidente da Federação Síria, o prefeito de Aleppo Ghaleb Bey Ibrahim Pasha, o chefe da Câmara de Comércio Salim Janbarat, o advogado Michel Janadri e Fakhir Al Jabiri, irmão mais velho do líder nacionalista Saadallah. al-Jabiri.

## Revolta de Hananu
Ibrahim Hananu era natural de Alepo e membro proeminente do Congresso Nacional da Síria, eleito em 1919 e que recusou o mandato francês da Síria. Apoiado pelo líder nacionalista turco Mustafa Kemal Atatürk, Hananu iniciou uma insurgência armada contra os franceses que durou até que ele foi preso em 1921. Hananu foi julgado no mesmo ano num tribunal de Aleppo, mas ele foi considerado inocente pelos juízes por três. votos contra dois; Provavelmente o veredicto foi influenciado pelas multidões de apoiantes que se reuniram em torno do tribunal naquele dia.
Hananu mudou-se para a oposição política depois, e em 1926, ele desempenhou um papel importante na prevenção da secessão de Alepo do Estado da Síria, estabelecida em Dezembro de 1924. Ele morreu em 1935.

## A Federação Síria e o Estado da Síria
Em 22 de Junho de 1922, o General Gouraud anunciou a Federação Síria (la Fédération Syrienne) ou o que então se chamava União dos Estados Sírios. A federação incluía os estados de Damasco, Alepo e o Estado Alauíta. Em 1924, o Estado de Alauíte foi separado novamente. A Federação síria foi incorporada ao Estado da Síria em 1 de Janeiro de 1925. Com a centralização do novo estado Sírio em 1925, Alepo perdeu a sua autonomia e reduziu-se à dependência provincial de Damasco. O governador geral do estado de Alepo, o muçulmano Mar'i Pasha Al Mallah, foi nomeado governador (vali) da província de Alepo (com a patente de ministro). No entanto, a bandeira colonial do Estado de Alepo permaneceu em uso até 25 de Janeiro de 1925, quando foi finalmente abolida.